# Näsapa

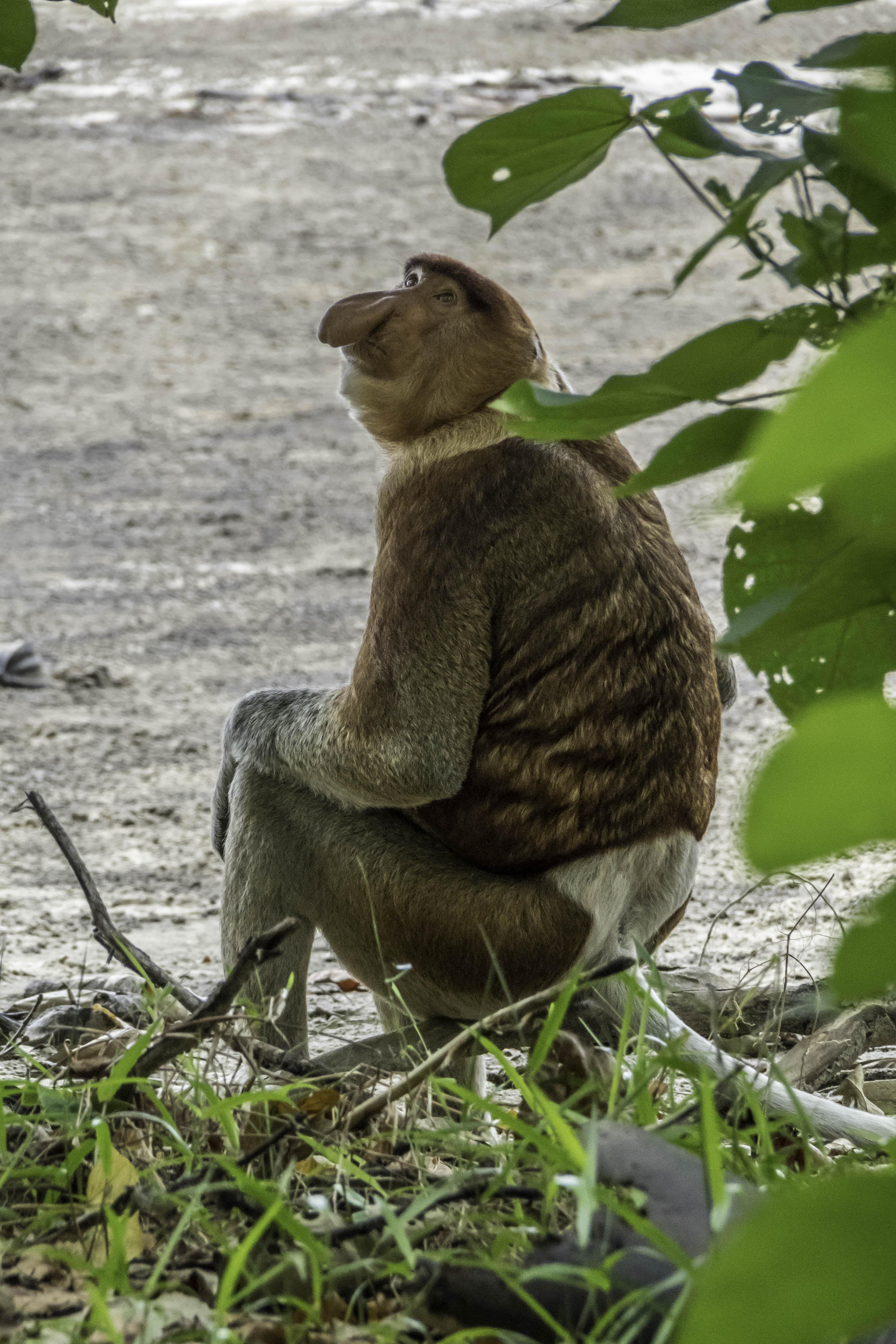

Näsapan (Nasalis larvatus) är en art som tillhör familjen markattartade apor, vilka alla är bladätare. Näsapans närmaste släkting är pagehtrubbnäsan som lever på Mentawaiöarna. Ibland sammanfattas de i samma släkte.

## Utseende
Hanen hos näsapan kännetecknas av en stor hängande näsa, som tros ha tillkommit genom sexuellt urval. Hanen har även röd penis och svart scrotum. På ryggen och sidorna är pälsen gulaktig till brun och på buken vitaktig. Extremiteterna och svansen är grå. Ansiktet har en rödaktig färg och saknar hår. Hjässan och skuldran kan vara lite rödaktig. Hanar når en kroppslängd mellan 73 och 75 centimeter medan honor blir 54 till 64 centimeter. Därtill kommer hos bägge kön svansen som är ungefär lika lång som övriga kroppen. Med en vikt mellan 16 och 22 kilogram är hannar nästan dubbelt så tunga som honor, som väger 7 till 11 kg.

## Utbredning och habitat
Näsapan lever i mangroveskogar och andra tropiska regnskogar, samt längs vattendrag på Borneo. Den vistas vanligen nära kustlinjen och en bit inåt i landet. I bergstrakter högre än 350 meter över havet hittas arten vanligtvis inte.

## Levnadssätt

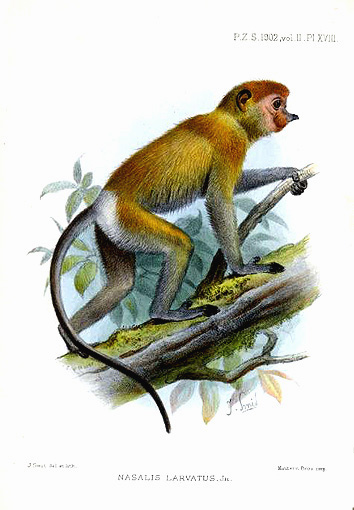
Teckning av Joseph Smit.

Näsapor är aktiva på dagen, främst på eftermiddagen och kvällen. På förmiddagen och natten vilar de i ett gömställe.
Näsapan är vegetarian, och blad utgör över hälften av dess föda. Den äter dock även en del frukter (cirka 40%) samt i någon mån blommor och frön.
Ovanligt för apor är att näsapan gärna simmar, och medtagna näsapor har till och med återfunnits flera kilometer ute till havs. De hoppar ibland från trädet ner i vattnet och kan dyka ned till 20 meter. Tillsammans människan är näsapan den primat med bäst simförmåga.
De lever i grupper med vanligtvis 10 till 30 medlemmar, mer sällan upp till 60. Dessa grupper består antingen av en hanne, flera honor (i genomsnitt 6 honor) och deras ungar, eller också består gruppen bara av hannar. Unga hannar som blivit könsmogna tvingas lämna gruppen men honor stannar vanligen i gruppen där  de föddes. Ibland förenar sig flera grupper för att leta föda eller för att vila tillsammans.

## Fortplantning
Honan visar för hannen när hon är parningsberedd. Det sker antingen med kroppsspråk eller genom att visa sina könsdelar. Dräktigheten varar i cirka 170 dagar (sex månader) och sedan föds vanligen en enda unge. Nyfödda ungar har i motsats till vuxna individer blå ansikten och svart päls. Efter sju månader slutar honan att ge di, men ungen stannar ofta längre i moderns närhet. Könsmognaden infaller hos hannar efter 5 till 7 år, men tidigare hos honor.

## Hot och status
Arten är klassad som starkt hotad (EN) av IUCN. De största hoten mot arten är habitatförlust och jakt. Näsapan jagas för köttets skull, för att komma åt besoar och då vissa kroppsdelar i den traditionella kinesiska medicinen anses ha läkande egenskaper. Arten förekommer i flera naturskyddsområden men dessa är inte tillräcklig övervakade. På grund av det anspråk som näsapan ställer är det svårt att hålla den i fångenskap. För IUCN är inga avelsförsök utanför Asien kända. På Nørrebro i Köpenhamn görs ett småskaligt försök.